# Unterführung Lauchstädter Straße

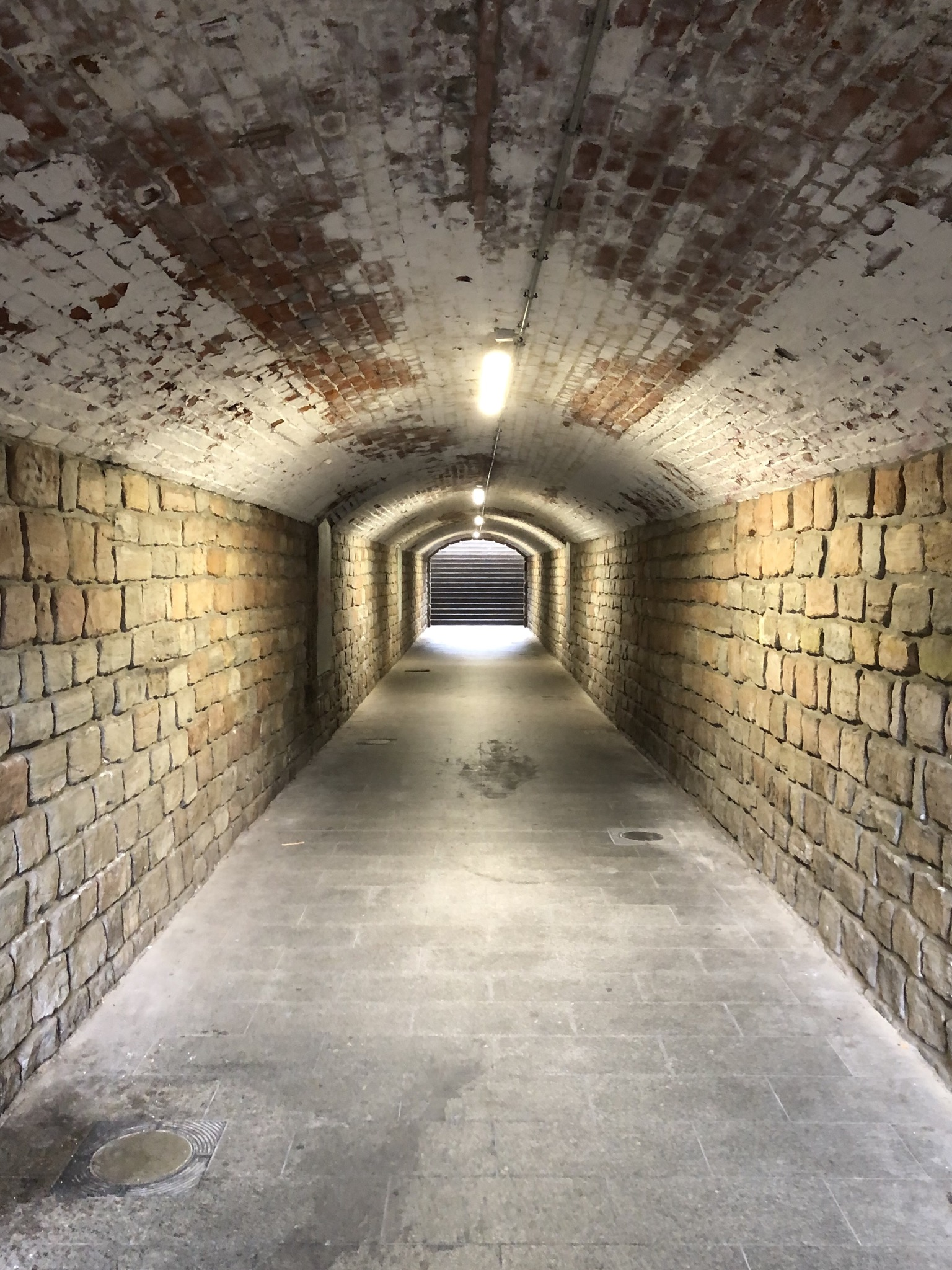
Unterführung Lauchstädter Straße, Blick von der Ostseite, 2020

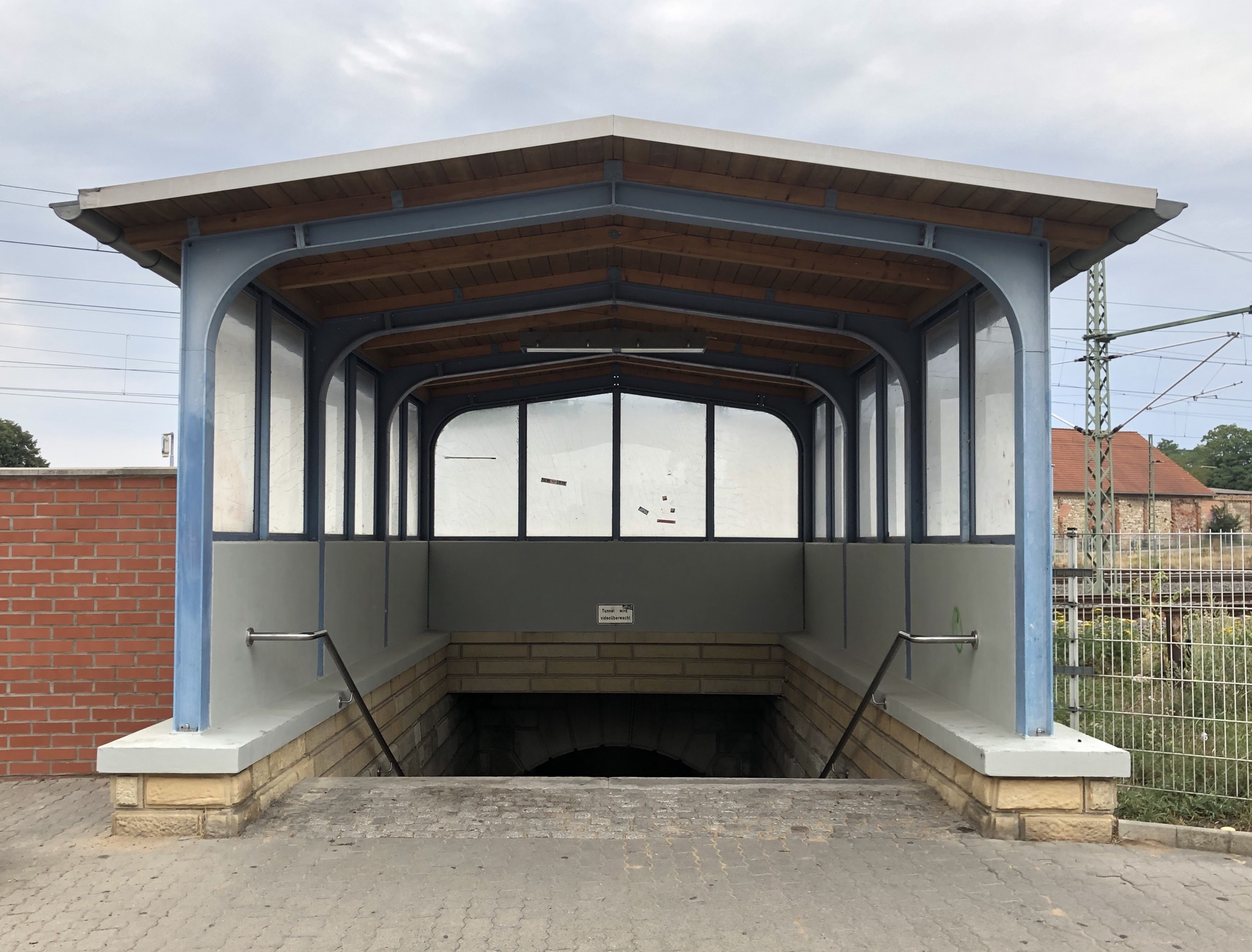
Aufgangseinhausung auf der Ostseite

Die Unterführung Lauchstädter Straße ist eine denkmalgeschützte Unterführung in der Stadt Merseburg in Sachsen-Anhalt.

## Lage
Sie befindet sich südlich des Bahnhof Merseburg und unterquert in west-östlicher Richtung die Eisenbahnanlagen. Die Unterführung verbindet den westlichen und östlichen Teil der Lauchstädter Straße für Fußgänger. Nördlich des östlichen Eingangs befindet sich der gleichfalls denkmalgeschützte Wasserturm am Bahnhof Merseburg.

## Architektur und Geschichte
Der Tunnel wurde im 19. Jahrhundert errichtet und gilt als ein letztes Zeugnis der ursprünglichen, im Zweiten Weltkrieg zerstörten Bahnhofsarchitektur Merseburgs. Der etwa 40 Meter lange Tunnel wurde aufwändig in Formen des Neobarocks gestaltet. Es besteht eine Bossierung. Am westlichen und östlichen Ende bestehen Aufgangseinhausungen.
Im örtlichen Denkmalverzeichnis ist die Unterführung unter der Erfassungsnummer 094 20859 als Baudenkmal verzeichnet.